# Cyathea atrocastanea
Cyathea atrocastanea là một loài dương xỉ trong họ Cyatheaceae. Loài này được Labiak & F.B.Matos mô tả khoa học đầu tiên năm 2009.
Danh pháp khoa học của loài này chưa được làm sáng tỏ. 